# Code civil du Bas-Canada
Lire en ligne

texte partiel sur Wikisource
texte en vigueur en 1993 sur le CAIJ

Coutume de Paris Code civil du Québec
Code civil de 1980
Le Code civil du Bas-Canada est une ancienne loi québécoise qui régissait le droit privé du Québec de 1866 à 1993. Il a principalement codifié le droit coutumier du Bas-Canada (fondé sur la coutume de Paris) et s'est inspiré du « Code Napoléon » français pour le reste.

## Avant la codification

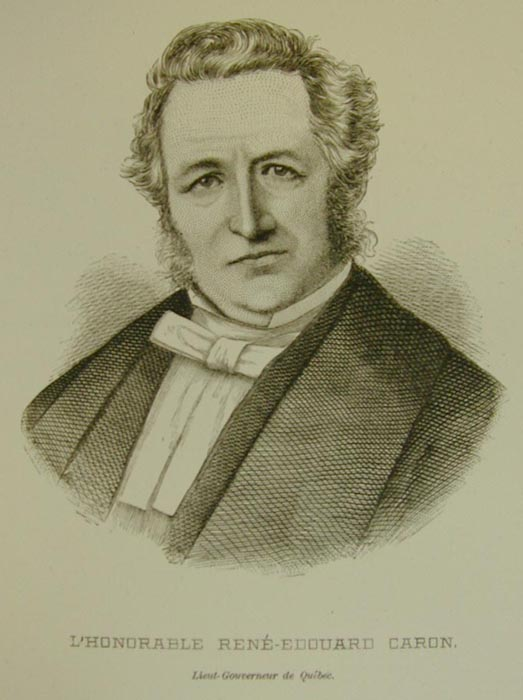
René-Édouard Caron

### Nouvelle-France
De 1608 à 1664, le droit coutumier qui s'applique aux habitants de la Nouvelle-France dépend de leur province d'origine en France. Dès 1664, l'article 33 de l'Édit d'établissement de la Compagnie des Indes occidentales décrète que la Coutume de Paris devient la source principale du droit dans la colonie. Le droit comprend aussi le droit canonique au sujet du mariage, le droit romain sur les obligations, les ordonnances des intendants, et les édits et jugements du Conseil supérieur.

### Sous l'empire britannique
Après la cession de la Nouvelle-France à la Grande-Bretagne en vertu du Traité de Paris, le droit britannique est établi, mais le régime seigneurial demeure en vigueur. En 1774, le jugement anglais de Campbell v Hall déclare qu'un système juridique reste en vigueur après l'acquisition d'une colonie. Le Parlement du Royaume-Uni adopte l'Acte de Québec, qui maintient le droit romano-civiliste français en droit privé et remplace le droit public par celui de l'Angleterre.
En 1791, l'Acte constitutionnel divise la Province de Québec en deux :
- le Bas-Canada, qui conserve son droit privé français (Coutume de Paris), et
- le Haut-Canada, qui adopte la common law anglaise

### Besoin de codification
Au Bas-Canada, le droit civil devient très complexe, à cause de la multiplicité des sources. René-Édouard Caron écrit un mémoire sur le sujet en 1859 :
« 
Quelles sont les lois du pays actuellement en force, et qui partant doivent toutes entrer dans les codes à faire?
1. La Coutume de Paris, les lois françaises en vigueur, et la jurisprudence suivie dans le ressort du Parlement de Paris en 1663, date de l'acte de création du Conseil supérieur qui a introduit ou reconnu l'introduction de ces lois dans le Canada.
2. Les édits et ordonnances des Rois de France, décrétés et promulgués spécialement pour le Canada depuis cette époque (1663) jusqu'à la Conquête du pays en 1759.
3. Les ordonnances et règlements généraux du Conseil supérieur depuis sa creation (1663) jusqu'à la Conquête.
4. Les lois, édits et ordonnances promulgués par les Rois pour la France, depuis l'époque de la création du Conseil supérieur jusqu'à la Conquête qui ont été enregistrés au Canada par ordre du Conseil supérieur, (tels sont v.g. les ordonnances de main-morte, de 1667). Ces lois ainsi enregistrées, n'étant cependant en force que de la manière qu'elles avaient été enregistrées, et avec les modifications que le Conseil jugeait à propos d'y faire.
5. Tous les Statuts du Parlement anglais, passés depuis la cession du pays, pour le Canada nominalement, ou dans lesquels il est nommé spécialement (tels sont v.g. l'acte de Quebec, (14 Geo. III, ch. 83); l'acte constitutionnel de 1791; le Canada Trade Act, et plusieurs autres).
6. Les lois, s'il y en a, (ce que je ne pense pas), promulguées pour le pays, par le gouvernement militaire, qui l'a régi depuis la conquête jusqu'à la création du Conseil législatif, par l'acte de 1774.
7. Les lois et ordonnances passes par le Conseil législatif, depuis sa creation, (1774) jusqu'à son abolition par l'acte Constitutionnel de 1791.
8. Les Statuts Provinciaux passés pour le Bas-Canada, par la Legislature créée par cet acte de 1791, jusqu'en 1840 qu'a eu lieu la réunion des deux Provinces, d'après l'acte d'Union.
9. Les ordonnances du Conseil Spécial, passés par le Corps portant ce nom, auquel le droit de législateur pour le pays avait été donné par le Parlement Impérial, pendant la suspension de la Constitution de 1791, jusqu'au temps de la réunion des Provinces, (1840).
10. Les actes relatifs au Bas-Canada seulement, ou au Bas et au Haut-Canada tout ensemble, passés par notre Legislature actuelle, créée par le Statut impérial de 1840.
11. Les lois criminelles anglaises, dans l'état où elles étaient en 1774, époque où fut passé l'acte Imperial qui les introduisait au pays; sauf les changements nombreux qui y ont été faits par nos diverses Législatures, tant avant que depuis la reunion des deux Provinces.
12. Les règles anglaises de témoignage, dans les affaires de Commerce, ainsi que décrété par le même Statut Imperial de 1774.
13. Les lois publiques anglaises applicables à tout l'Empire, et affectant, ainsi, l'état, la condition et les droits des habitants du pays, comme Sujets Britanniques.
14. Quant aux sujets sur lesquels l'on ne trouve dans les diverses catégories que l'on vient d'énumérer, aucune disposition générale, il faudrait avoir recours:  
  1. À la jurisprudence suivie en France avant la Révolution de 1789, ainsi qu'à celle du pays, depuis son établissement; celle de France telle qu'on la trouve exposée dans Pothier, Domat, Merlin et les autres Jurisconsultes semblables; celle du pays telle qu'on la trouve dans les décisions de nos tribunaux, dans nos rapports et dans le petit nombre d'auteurs qui ont écrit sur notre droit, tels que LaFontaine, Beaubien, Doucet, Crémazie, Perrault, Bonner, et quelques autres peut-être.
  2. La jurisprudence des arrêts, aux mêmes lieux et époques, telle qu'elle se trouve exposée dans les arrêtistes français et dans nos propres rapports; Revue de Législation, Rapports du Bas Canada, Pyke's Reports, Stuart's Reports, Le Juriste et quelques autres.
  3. Enfin, le droit Romain tel qu'adapté au droit français par Domat, Argou, Prévost de la Jannès, Bretonnier, Pocquet et tant d'autres. »

## Genèse
En 1857, l'Assemblée législative de la province du Canada décrète la codification des lois civiles alors en vigueur dans le Bas-Canada en s'inspirant du modèle du Code civil français
de 1804. Le préambule de la loi déclare :

« ATTENDU que les lois du Bas Canada, en matière civile, sont principalement celles qui, à l'époque de la cession du pays à la couronne d'Angleterre, étaient en force dans cette partie de la France, régie par la coutume de Paris, modifiées par des statuts de la Province, ou par l'introduction de certaines parties des lois d'Angleterre dans des cas spéciaux, et qu'il arrive en conséquence que la généralité des lois, dans cette division de la Province, n'existe que dans la langue qui n'est pas la langue naturelle des personnes d'origine Britannique qui l'habitent, pendant que partie ne se trouve point dans la langue naturelle des personnes d'origine Française; et attendu que les lois et coutumes suivies en France, à l'époque ci-dessus mentionnée, y ont été modifiées et réduites en un code général, de manière que les lois anciennes, encore suivies dans le Bas Canada, ne sont plus ni ré-imprimées ni commentées en France, et qu'il devient de plus en plus difficile d'en obtenir des exemplaires ou des commentaires; et attendu que pour les raisons susdites et les grands avantages qui sont résultés pour la France, comme pour l'état de la Louisianne et d'autres endroits, de la codification des lois, il est évidemment expédient de pourvoir à la codification des lois civiles du Bas Canada : »

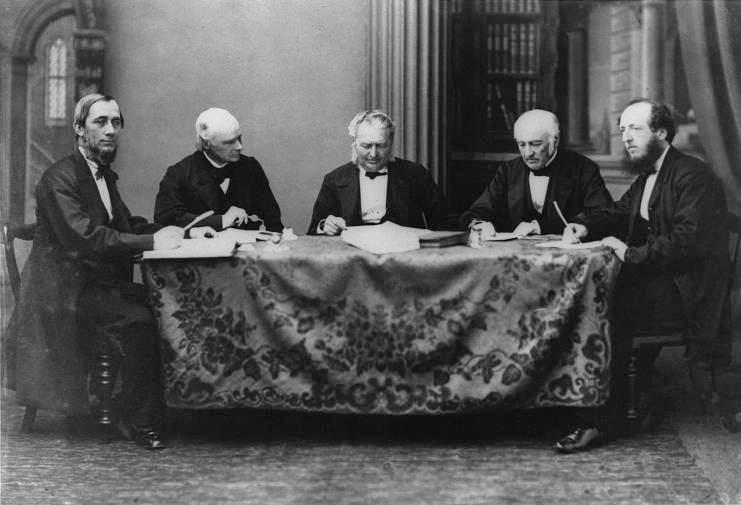
Commission ayant pour mandat de codifier les lois du Bas-Canada (vers 1865). De gauche à droite : Joseph-Ubalde Beaudry, Charles Dewey Day, René-Édouard Caron, Augustin-Norbert Morin et Thomas McCord.

Ladite loi crée une commission de codification avec trois commissaires et deux secrétaires, tous avocats du Barreau du Bas-Canada.
| Nom                    | Position                                                    | Mandat                                                                             |
| ---------------------- | ----------------------------------------------------------- | ---------------------------------------------------------------------------------- |
| René-Édouard Caron     | juge de la Cour du Banc de la Reine, à Québec               | Commissaire dès le 4 février 1859                                                  |
| Charles Dewey Day      | juge de la Cour supérieure, à Montréal                      | Commissaire dès le 4 février 1859                                                  |
| Augustin-Norbert Morin | juge de la Cour supérieure, à Québec                        | Commissaire dès le 4 février 1859                                                  |
| Joseph-Ubalde Beaudry  | greffier de la Cour d'appel                                 | Secrétaire dès le 10 février 1859 Commissaire dès le 7 août 1865, remplaçant Morin |
| Thomas Kennedy Ramsay  | Avocat à Montréal                                           | Secrétaire dès le 10 février 1859                                                  |
| Thomas McCord          | Avocat à Montréal                                           | Secrétaire dès le 19 novembre 1862, remplaçant Ramsay                              |
| Louis-Siméon Morin     | Avocat à Montréal, ancien Solliciteur général du Bas-Canada | Secrétaire dès le 7 août 1865, remplaçant Beaudry                                  |

Il est adopté le 18 septembre 1865,, et entre en vigueur le 1er août 1866. Depuis le 1er janvier 1994, il est remplacé par le Code civil du Québec (les quelques matières de compétences fédérales demeureront toutefois en vigueur jusqu'à leur en abrogation le 1er juin 2001).

## Plan
Le plan du Code comprend quatre livres :
- Des personnes (dont onze titres),
- Des biens, de la propriété et de ses différentes modifications (dont cinq titres),
- Des obligations (dont vingt titres), et
- Lois commerciales (dont six titres).

Les dispositions du Code se tirent de plusieurs sources :
- le Code civil des Français de 1804
- le Code civil de Louisiane de 1825
- les écrits de Robert-Joseph Pothier
- les écrits contemporains sur le Code de 1804
- le mouvement américain du Field Code de 1850
- le Code civil du Canton de Vaud de 1819

Pour traduire en anglais beaucoup de termes à l'origine du droit français, les commissaires emploient souvent celles du droit écossais.
En 1897, les dispositions du Titre 20e du Livre 3e du Code (« De l'emprisonnement en matières civiles ») sont transférés au Code de procédure civile.

## Innovations du Code

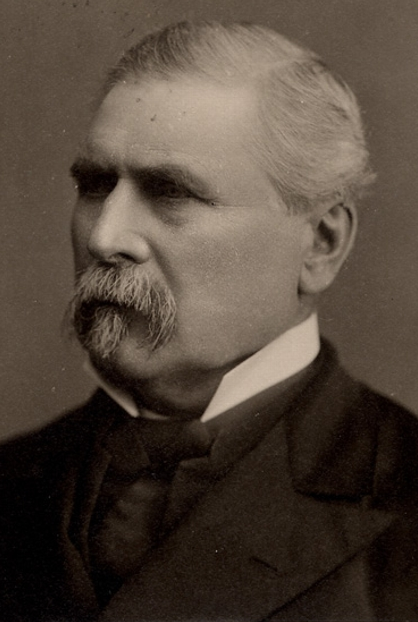
Thomas-Jean-Jacques Loranger

La Commission utilisa le Code français pour encadrer le nouveau Code, mais il fallut le modifier (vu la situation au Bas-Canada) par :
- la suppression des clauses nouvelles non en vigueur au Bas-Canada, et
- l'insertion du droit unique à la Province

La Commission proposa aussi 217 modifications au droit bas-canadien, dont la Législature adopte presque tout. Thomas-Jean-Jacques Loranger écrit en 1873, dans son Commentaire sur le Code Civil du Bas-Canada :

« Quatre objets principaux dominent dans la Législation nouvelle, en reflètent l'esprit et en résument la pensée générale.
Les rédacteurs du Code ont basé leurs réformes sur quatre principes fondamentaux qui sont les assises de leur œuvre.
Ces principes sont :
1. Dans les bornes de la morale et de l'ordre public, la liberté illimitée des conventions, et comme sanction, leur irrévocabilité en dehors des stipulations ; la puissance absolue du maître sur la chose, le déplacement de la propriété immobilière et la perfection du contrat par le seul effet du consentement.
2. L'uniformité introduite dans le droit par la coordination de ses différentes parties ; l'application de la même disposition aux cas analogues, la déduction rigoureuse des principes dans le silence ou la contrariété de la loi, et le remplacement d'une législation arbitraire par une législation absolue ; en d'autres termes la substitution d'une juridiction positive au pouvoir discrétionnaire des tribunaux.
3. La simplification des règles qui donnent ouverture aux droits créés par la loi, et qui régissent la transmission légale des choses en l'absence de la disposition de l'homme, des formes du contrat, et de la formation comme de l'exercice du droit.
4. Enfin la publicité des charges occultes, pouvant porter préjudice aux tiers ou aux parties contractantes.

Dans quelqu'une de ces quatre classes vient se placer, en vertu d'une affinité naturelle, chacun des amendements que nous avons énumérés. »

Le nouveau Code introduit de plusieurs réformes majeures dans le droit civil bas-canadien :
- le contrat d'aliénation rend maintenant l'acquéreur propriétaire de la chose par le seul consentement des parties[18]
- les majeurs ne peuvent plus être restitués contre leurs contrats pour cause de lésion seulement[19]
- lorsqu'une convention stipule une somme certain pour dommages-intérêts, cette somme seule est généralement accordée au créancier[20]

Il conserve cependant plusieurs principes qui sont abolis en France en vertu du Code de 1804 (par exemple, le fidéicommis). Le Code reflète aussi :
- la tradition conservatrice et rurale de la population francophone, et
- le libéralisme économique des élites anglophones concentrés à Montréal.

Le Code est ébauché principalement en français, mais tout le Livre IV et la plupart du Livre III sont écrits premièrement en anglais. Pour aider l'interprétation, l'article 2615 déclare :

« 2615. Dans les cas de différence entre les deux textes du présent code sur les lois existantes à l'époque de sa promulgation, le texte le plus compatible avec les dispositions des lois existantes doit prévaloir. Si la différence se trouve dans un article indiqué comme modifiant les lois existantes, le texte le plus compatible avec l'intention de l'article d'après les règles ordinaires d'interprétation, doit prévaloir. »

## Modifications importantes (1865-1980)
| Loi | Description |
| --- | --- |
| Canada. « Acte des Lettres de change, 1890 », S.C. 1890, chap. 33 [lire en ligne]                                                                              | Abrogation des articles 2279 à 2354 du Code civil qui ont trait aux effets de commerce tels que la lettre de change, le chèque et le billet à ordre. |
| . « Loi amendant l'article 1301 du Code civil, relativement à la capacité de la femme mariée de faire certains contrats », S.Q. 1904, chap. 42 [lire en ligne] | L'article 1301 du Code civil ne s'est jamais appliqué aux achats, ventes ou échanges d'immeubles ni aux baux emphytéotiques faits par des femmes mariées. |
| . « Loi abolissant la mort civile », S.Q. 1906, chap. 38 [lire en ligne]                                                                                       | Abolition de la mort civile, qui est remplacée par la dégradation civique |
| . « Loi amendant le Code civil relativement aux successions », S.Q. 1915, chap. 74 [lire en ligne]                                                             | Le conjoint survivant, qui n'héritait de son époux qu'à défaut de successibles jusqu'au douzième degré, devient un héritier régulier ayant droit de partager la succession avec la proche famille du défunt. |
| . « Loi modifiant le Code civil et le Code de procédure civile, relativement aux droits civils de la femme », S.Q. 1930-1931, chap. 101 [lire en ligne]        | Création de la catégorie des biens réservés. L'épouse possède dès lors, peu importe son régime matrimonial, la libre gestion de son salaire et des biens acquis avec celui-ci. |
| . « Loi du nantissement agricole », S.Q. 1940, chap. 69 [lire en ligne]                                                                                        | Un nouveau chapitre instituant la notion de nantissement agricole et forestier est intégré au Code civil. |
| . « Loi instituant l'enregistrement par dépôt à l'égard de certains actes », S.Q. 1947, chap. 72 [lire en ligne]                                               | Institution de l'enregistrement des actes par dépôt pour remplacer en partie l'enregistrement par transcription. |
| . « Loi concernant les ventes à tempérament », S.Q. 1947, chap. 73 [lire en ligne]                                                                             | Un nouveau chapitre sur la vente à tempérament est intégré au Code aux articles 1561a) et suivants. |
| . « Loi modifiant le Code civil », S.Q. 1954-1955, chap. 48 [lire en ligne]                                                                                    | Pour obtenir la séparation de corps pour cause d'adultère de son mari, l'épouse n'est plus tenue de prouver qu'il entretient sa concubine au domicile conjugal. Dès lors, l'homme et la femme ont accès à la séparation de corps aux mêmes conditions. Retrait de la femme mariée de la liste des incapables. |
| . « Loi relative au nantissement », S.Q. 1962, chap. 57 [lire en ligne]                                                                                        | Instauration de la notion de nantissement commercial sans dépossession sur des meubles par l'insertion au Code civil d'un nouveau chapitre aux articles 1079 et suivants. |
| . « Loi sur la capacité juridique de la femme mariée », S.Q. 1964, chap. 66 [lire en ligne]                                                                    | Modifications majeures de la capacité juridique de la femme mariée. Les nouvelles dispositions ont notamment pour objet d'établir l'égalité entre les époux dans la direction de la famille, d'obliger le mari à fournir à son épouse le nécessaire pour les besoins de la vie, de créer le mandat de représentation entre conjoints, d'instituer la pleine capacité de la femme mariée sauf les restrictions résultant du régime matrimonial, et d'abolir le devoir d'obéissance de la femme à son mari. |
| . « Loi pour protéger les emprunteurs contre certains abus et les prêteurs contre certains privilèges », S.Q. 1964, chap. 67 [lire en ligne]                   | Une nouvelle section intitulée "« De l'équité dans certains contrats »" est ajoutée aux dispositions générales du titre du Code relatif aux obligations. Cette section vise à tempérer le libéralisme contractuel. |
| . « Loi concernant le mariage civil », S.Q. 1968, chap. 82 [lire en ligne]                                                                                     | Reconnaissance du mariage civil célébré par un officier laïc. |
| . « Loi concernant la copropriété des immeubles », L.Q. 1969, chap. 76 [lire en ligne]                                                                         | Adoption de la copropriété par déclaration. |
| . « Loi concernant les régimes matrimoniaux », L.Q. 1969, chap. 77 [lire en ligne]                                                                             | Remplace du régime matrimonial de droit commun qu'est la communauté légale par la société d'acquêts. Élimination des inégalités entre époux. |
| . « Loi concernant les jugements déclaratifs de décès », L.Q. 1969, chap. 79 [lire en ligne]                                                                   | Instauration du jugement déclaratif de décès. |
| . « Loi modifiant le Code civil et concernant les enfants naturels », L.Q. 1970, chap. 62 [lire en ligne]                                                      | Reconnaissance de certains droits à l'enfant naturel. |
| . « Loi modifiant le Code Civil », L.Q. 1977, chap. 72 [lire en ligne]                                                                                         | La notion de puissance paternelle est remplacée par celle d'autorité parentale. |

## Abrogation
Depuis le 1er juillet 1867, la répartition des compétences législatives entre le fédéral et le provincial délimite le pouvoir de révocation, abolition ou modification du Code.
- Pour les matières de compétence provinciale, le Code est abrogé le 1er janvier 1994[22].
- Pour les matières de compétence fédérale, il est abrogé le 1er juin 2001[23],[24].

La loi fédérale de 2001 est aussi une loi-cadre sur le mariage au Québec, dont le contenu « s’interprètent comme s’ils faisaient partie intégrante du Code civil du Québec.»